# Logan (comtat d'Edgar)
Logan és una comunitat no incorporada al township de Brouilletts Creek, del comtat d'Edgar, Illinois, Estats Units. Logan és a 6 milles (9.7 km) al sud-est de Chrisman.